# إدوارد ودال
إدوارد ودال (بالإنجليزية: Edward Woodall)‏ هو مخرج وممثل بريطاني، ولد في 1967.

## أعمال

### أفلام
- (1996) إيما[2]
- (2001) إنيغما[3]
- (2003) الجانب البعيد عن الوطن[4]

## وصلات خارجية
- إدوارد ودال على موقع IMDb (الإنجليزية)
- إدوارد ودال على موقع روتن توميتوز (الإنجليزية)
- إدوارد ودال على موقع ألو سيني (الفرنسية)
- إدوارد ودال على موقع أول موفي (الإنجليزية)
- إدوارد ودال على موقع قاعدة بيانات الأفلام السويدية (السويدية)
- إدوارد ودال على موقع قاعدة بيانات الفيلم (الإنجليزية)
- إدوارد ودال على موقع كينوبويسك (الروسية)